# Лонськой Валерій Якович
Валерій Якович Лонськой (21 березня 1941, Хабаровськ, РРФСР — 6 червня 2021, Москва) — радянський, російський кінорежисер, сценарист і письменник. Заслужений діяч мистецтв Росії, народний артист Росії, член Союзу кінематографістів, член Московського Союзу письменників.

## Біографія
В 1970 році закінчив режисерський факультет ВДІКу (майстерня Юхима Дзигана). Працював оператором-друкарем цеху субтитрів на кіностудії імені М. Горького. Знімав сюжети для кіножурналу «Єралаш».
Голова Спілки кінематографістів Москви (1993—1999).
Керівник режисерської майстерні ВДІК а (ФДПО) — з 1999 по 2010 р.

## Творчість

### Режисерські роботи
- 1970 — У блакитному степу
- 1974 — Небо зі мною
- 1977 — Приїзжа
- 1981 — Білий ворон
- 1983 — Летаргія
- 1985 — Польова гвардія Мозжухіна
- 1987 — Чоловічі портрети
- 1989 — Свій хрест
- 1992 — Винос тіла
- 1996 — Барханов і його охоронець
- 2000 — Артист і майстер зображення
- 2005 — Голова класика
- 2009 — Подвійна пропажа

### Сценарії
- 1970 — У блакитному степу (новела «Коловерть»)
- 1981 — Білий ворон
- 1983 — Летаргія
- 1987 — Чоловічі портрети
- 1989 — Свій хрест
- 1992 — Винос тіла
- 1996 — Барханов і його охоронець
- 2000 — Артист і майстер зображення
- 2009 — Подвійна пропажа